# Oleg Taktarov
Oleg Taktarov (født 26. august 1967) er en russisk skuespiller. Han er måske bedst kendt for sin rolle som Oleg Razgul i filmen 15 Minutes.